# Rejoice greatly, O daughter of Zion
Rejoice greatly, O daughter of Zion, bisweilen auch Rejoice greatly, O daughter of Sion (HWV 56 16, dt. u. a. nach Christoph Daniel Ebeling Erwach’ zu Liedern der Wonne), ist eine Sopran-Arie aus dem Oratorium „Messiah“ von Georg Friedrich Händel und eine der bekanntesten und meistgesungenen Arien des gesamten Werkes. Die Arie vertont Sacharja 9,9-10 in der englischsprachigen Übersetzung der King-James-Bibel (ausgewählt und zusammengestellt von Charles Jennens). Als Teil des Oratoriums wurde die Arie im Sommer 1741 komponiert und am 13. April 1742 in Dublin uraufgeführt.
Im Oratorium stellt sie den 16. Satz dar und steht kurz vor dem Ende des ersten von drei Teilen.

## Besetzung
Der Orchesterpart der Arie für Sopran Solo setzt sich zusammen aus Streichern und Basso Continuo. Die genaue Besetzung variiert jedoch stark von Aufführung zu Aufführung.

## Musik
Georg Friedrich Händel: „Rejoice greatly“ aus dem Oratorium „Messiah“ⓘ
Die Arie steht in B-Dur und ist im 4/4-Takt notiert. Als Tempo ist „Allegro“ angegeben, was dem freudigen Charakter des Stückes entspricht.
Die Arie umfasst 108 Takte und lässt sich grob in drei Teile einteilen – einen fröhlichen, virtuosen und von Koloraturen geprägten Abschnitt von Takt 1 bis Takt 44, einen ruhigeren Mittelteil über den letzten Satz des Textes, der in Takt 44 beginnt und der sich bis Takt 65 erstreckt, sowie einen Schlussteil, der wieder an den ersten Teil anknüpft, sich jedoch anders entwickelt, bis das Orchester in einem Nachspiel das Vorspiel in modifizierter Form wieder aufgreift und in Takt 108 endet. Das Stück ist also recht symmetrisch aufgebaut. Einen solchen formalen Aufbau nach dem Schema A-B-A nennt man auch "ternäre Struktur".
Die Arie beginnt mit einem Orchestervorspiel, in dem das Orchester das Anfangsthema vorwegnimmt. Kurz vor dem Einsatz des Soprans wechselt das Orchester vom forte ins piano, um das Orchestervorspiel dann triumphal im forte zu beenden.
Der Sopran setzt mit einem aufwärts gerichteten Quartsprung von f' zu b' ein, baut diesen zu einem Quintsprung zum c" aus und steigert dies erst zu einem Sechstsprung, bis er sogar das f" erreicht und zum f' zurückkehrt. Das Orchester füllt die Pausen der Sopranstimme mit virtuosen, den Koloraturen nachempfundenen Sechzehntelläufen im forte, nimmt sich beim Einsatz der Sopranstimme jedoch wieder zurück und begleitet im piano. Es folgen die ersten Koloraturen über "rejoice", die sich über viele Takte erstrecken und die an entsprechende Stellen in Händels Opern erinnern. 
Das folgende „O  daughter of Jerusalem, rejoice greatly, shout, O daughter of Jerusalem, behold thy King cometh unto thee.“ ab Takt 25 wird an vielen Stellen durch einen punktierten Rhythmus geprägt, was an den Charakter französischer Ouvertüren erinnert, zu denen auch die Ouvertüre des Messiah gehört.
An einigen Stellen scheint die Musik stark am Text orientiert zu sein, so etwa in Takt 28, wo das "shout" zum ersten Mal auftaucht und auf einem über drei Viertel gehaltenen f" gesungen wird.
Der erste Teil endet mit einem Orchesterpart, der an das Vorspiel erinnert, diesmal jedoch nicht mit der Tonika B-Dur beginnt und endet, sondern mit der Dominante F-Dur.
Es folgt der Mittelteil, der abgesehen von Zusammenhängen mit punktierten Achteln keine Sechzehntel enthält, im piano bleibt, nicht die Höhen des ersten Teils erreicht und insgesamt viel getragener und ruhiger ist, was eine starke Kontrastwirkung hervorruft. Er beginnt nun mit der parallelen Molltonart g-Moll und deren Dominante D-Dur und wird schließlich über die Doppeldominante A-Dur nach d-Moll geleitet. Dabei wird "peace" in absteigender Linie häufig wiederholt und dabei lange auf einem Ton gehalten.
Der Schlussteil scheint zunächst ein Da capo des Anfangsteils zu sein, doch nach dem ersten Einsatz entwickelt sich der Teil anders weiter, jedoch nicht weniger virtuos als der Anfangsteil. Wie dieser ist er von langen Koloraturpassagen geprägt, die zwischen der Gesangsstimme und dem Orchester hin und her springen. 
Der Schlussteil endet nun mit einem Nachspiel des Orchesters, das dem Vorspiel sehr ähnlich ist und wie dieses 8 Takte umfasst und die Arie in der Grundtonart, der Tonika B-Dur, enden lässt.

## Andere Fassungen
Wie bei anderen Sätzen des Messiah auch, existieren auch von "Rejoice greatly" verschiedene Versionen. Während die heute geläufige Fassung in der Regel als 16. Satz des Oratoriums gezählt wird, erhält die andere recht verbreitete Version die Nummer 16a. Diese ältere Fassung steht im 12/8-Takt, wobei sich der Takt in vier Dreiergruppen aufteilt, wodurch ein Triolischer Charakter entsteht. Die Fassung ist deutlich länger, die Koloraturen sind nicht in Sechzehnteln, sondern in triolisch anmutenden Achteln geschrieben. In dieser Version wird der erste Teil nach dem Mittelteil vollständig wiederholt.

## Text
| Originaltext "Rejoice greatly, O daughter of Zion" | Deutsche Übersetzung nach Christoph Daniel Ebeling "Erwach' zu Liedern der Wonne." |
| Rejoice greatly, O daughter of Zion! Shout, O daughter of Jerusalem! behold, thy King cometh unto thee! He is the righteous Saviour, and He shall speak peace unto the heathen. | Erwach' zu Liedern der Wonne. Frohlocke du Tochter Zion, und jauchze du Tochter Jerusalem. Blick auf, dein König kommt zu dir. Er ist ein Gerechter und ein Helfer und bringet Heil allen Völkern. |

## Interpretinnen
Zwar wurde die Arie zuweilen auch von Knaben gesungen, in der Regel wird sie jedoch von Frauen vorgetragen.
Namhafte Sängerinnen haben Einspielungen vorgelegt und die Arie aufgeführt.
Zu nennen sind dabei unter anderem: Arleen Augér, Diana Damrau, Dorothea Röschmann, Elisabeth Schwarzkopf, Joan Sutherland und Kiri Te Kanawa.

## Sonstiges
- Die Aufführung dauert in der Regel knapp 5 Minuten.
- Von der Arie gibt es, wie vom gesamten Messiah, eine Bearbeitung von Wolfgang Amadeus Mozart, der das Werk neu arrangierte. Diese Fassung orientiert sich an der Übersetzung von Christoph Daniel Ebeling.